# Erica pearsoniana
Erica pearsoniana är en ljungväxtart som beskrevs av Harriet Margaret Louisa Bolus. Erica pearsoniana ingår i släktet klockljungssläktet, och familjen ljungväxter. Inga underarter finns listade i Catalogue of Life.